# Haplophthalmus monticellii
Haplophthalmus monticellii är en kräftdjursart som beskrevs av Arcangeli 1922. Haplophthalmus monticellii ingår i släktet Haplophthalmus och familjen Trichoniscidae. Inga underarter finns listade i Catalogue of Life.